# Камерний оркестр імені Дмитра Ахшарумова
Камерний оркестр імені Дмитра Ахшарумова — колектив Полтавської обласної філармонії.
Створений у 2002 році. Художній керівник — Олександр Абрамов. Солісти: Світлана Ландар (скрипка), Ірина Полтавець (фортепіано), Віталій Ландар (альт), Настасія Горбачова (скрипка), Ольга Константинова (скрипка).
Репертуар оркестру різноманітний — від музики раннього бароко до творів композиторів XXI століття. Створені цикли «Вічні сучасники», «Віч-на-віч з мистецтвом», до яких входять концерти-монографії, присвячені творчості музикантів-геніїв Баха, Моцарта, Вівальді, Гайдна, Чайковського.
Камерний оркестр імені Дмитра Ахшарумова — учасник музичних фестивалів та мистецьких акцій — щорічний учасник та дипломант традиційного Всеукраїнського фестивалю камерної та симфонічної музики «Травневі музичні зустрічі» (Кропивницький), Міжнародних музичних фестивалів (Львів, Одеса). Дипломант Міжнародного конкурсу-фестивалю духовної музики в Білорусі.